# Peter Sauber
Peter Sauber, född 13 oktober 1943 i Zürich i Schweiz, racingpersonlighet och tidigare stallchef i formel 1 och sportvagnsracing. Han är bland annat känd för att han firade sina stalls framgångar med cigarr och champagne.
Sauber var ägare av och chef för formel 1-stallet Sauber 1993–2005. Han sålde därefter stallet till BMW som fortsatte tävla under namnet BMW Sauber.